# Alexandre Bezymenski
Alexandre Ilitch Bezymenski (en russe : Александр Ильич Безыменский) est un poète russe, né le 6 janvier 1898 (18 janvier dans le calendrier grégorien) à Jytomyr (Ukraine, Empire russe) et mort le 26 juin 1973 à Moscou (Union soviétique).

## Biographie
Après la naissance d'Alexandre, la famille Bezymenski, patronyme qui signifie «sans nom», déménagea et s'installa à Vladimir où son père, Ilia, tint une boutique de commerce. Alexandre passa son enfance, celle d'un enfant juif, dans cette ville et y poursuivit ses études au lycée. Il en sortit en 1916 et sans qu'on lui demande son avis car son père voulait en faire un commerçant, il fut envoyé à l'Institut du commerce de Kiev pour y apprendre le métier. Mais la même année il adhéra au Parti bolchevique et abandonna ses études pour aller en 1917 à Petrograd participer aux mouvements révolutionnaires. Il devint rapidement l'organisateur et le leader de l'Union des jeunes de la capitale et le rédacteur en chef élu à l'unanimité de Jeunesse Rouge, revue pour komsomol et la jeunesse du parti, mensuel qui devait la motiver pour prendre une part active aux travaux du gouvernement et du parti communiste soviétiques selon les vœux de Staline. Comme tous les jeunes communistes ayant des responsabilités pendant cette période il fut « protégé » par Trotski qui s'opposait à Staline.
Après la Révolution russe, il revint à Vladimir où il organisa localement le premier groupe de ЛҚСМ РСФСР, «Union des jeunesses communistes de Russie», et publia son premier roman en vers Jeunesse prolétarienne où il racontait comment le héros, Mitia, décidait d'adhérer aux Komsomols.
En 1920, il publia le recueil Aube d'octobre qui obtint un franc succès auprès de la jeunesse et la même année ce fut la naissance de son fils Lev, (Leo) qui diplômé de l'IFLI, une université très célèbre pour l'enseignement de la littérature, de l'histoire et de la philosophie, devint pendant la Grande guerre patriotique, un officier de renseignements. En 1921 ce fut encore le succès auprès des jeunes pour son deuxième recueil Vers le soleil.
En 1923 il participa aux activités du RAPP (Association russe des écrivains prolétariens) en écrivant dans son journal théorique Na Postu, «Sur ses gardes» et quitta le poste de rédacteur en chef de la revue Krasnaïa Molodyoj, «Jeunesse Rouge».
On retrouve son nom parmi les membres du groupe Octobre, aux côtés de Iossif Outkine, Mikhaïl Svetlov, Aleksandr Jarov (ru), Ivan Doronine (ru), Mikhaïl Golodny, populaire tout au long des années 1920, qui met un point d'honneur à combattre les attitudes bourgeoises en littérature et affirme le primat du contenu sur la forme,.
En 1926, le Proletkoult, Vladimir Maïakovski, Alexandre Bezymenski et d'autres obtinrent, à force de hurlements, la suspension de la pièce de Mikhaïl Boulgakov, Les Jours des Tourbine, adaptation au théâtre de Garde Blanche. Les représentations reprirent avec la "bénédiction" de Staline qui, adorant la pièce, était allé la voir 15 ou 17 fois.
De 1941 à 1945, il fut correspondant de guerre pendant la Grande guerre patriotique où après avoir participé à la Bataille de Moscou, il suivit les troupes jusqu'à Prague. L'édition de ses notes sous le titre Journal du front n'eut guère de succès.
Après la guerre, il continua à écrire de la poésie lyrique, des chansons, des articles de propagande, des poèmes satiriques comme Plus fort que la bombe atomique et traduisit des œuvres de poètes arméniens.

## Œuvres
- 1920 : Aube d'octobre
- 1921 : Vers le soleil
- 1922 : contribution avec d'autres auteurs au magazine Notre culture no 1
- 1922 : La Jeune Garde, poème mis en musique et devenu l'hymne de l'organisation des Komsomols
- 1924 : Komsomolia, poèmes
- 1924 : contribution avec d'autres auteurs au magazine de la littérature et de l'art octobre no 1
- 1927 : poème Pour octobre pour le choral final de la symphonie no 2 en si majeur pour chœur et orchestre de Dimitri Chostakovitch. Ce poème à la gloire de Vladimir Ilitch Lénine et de la Révolution russe décrit les souffrances et l'oppression des masses avant qu'elles se révoltent.
- 1927 : Échecs, poème
- 1936 : Traduction en russe de la chanson française Tout va très bien madame la marquise[8]
- 1929 : Comédie, mise en musique pour chœur et orchestre par Dimitri Chostakovitch, Le coup de feu[9]
- 1930 : Discours, en vers, au XVIe congrès du PCUS dont des fragments sont traduits par Claude Frioux dans le livre La poésie russe, anthologie bilingue réunie et publiée par Elsa Triolet chez Seghers en 1965
- 1933 : Pourriture du front, poèmes,
- 1937 : La loi des millions
- 1955 : La ballade sur la table, voix off et scénario du film réalisé par Mikhaïl Kalinine et Roman Davydov
- 1960 : Muk (crocodile animation) no 3, scénario du film réalisé par Dmitri Babitchenko
- 1963 : L'appendicite («mèche» no 15), scénario du film Igor Divov

- Autres œuvres dont la date n'a pas été trouvée.
- La carte du parti [10]
- Plus fort que la bombe atomique
- Un chapeau
- Quelle est l'odeur de la vie?
- Vladimir Ilitch Lenine
- Bottes de feutre
- Felix